# Mač
Mač je hladno oružje za napad sječenjem ili bodenjem. Sastoji se od zašiljene jednosjekle ili dvosjekle oštrice usađene u držak i zaštićene metalnom navlakom.
Na početku su se mačevi izrađivali od bronce, a kasnije od željeza i čelika. Srednjovjekovni mač se razvija od prošlih mačeva (latenskih). Feudalni vitezovi koristili su mačeve koje su se držali s obje ruke radi preference njemačke škole mačevanja koja je bila zastupljena među prvima u Europi. U srednjem vijeku su se najbolji mačevi izrađivali u Toledu i Damasku. Danas je u popularnoj kulturi često prisutna i japanska katana.
S razvojem vatrenog oružja mač je poprimio uglavnom simboličko značenje te se u današnjim vojskama koristi kao dekoracija. Prilikom vojne predaje se mač predaje neprijatelju, a prilikom degradacije se časniku mač uzima i lomi.
Mačem se danas najviše služe sportaši koji se bave mačevanjem, koje u užem smislu predstavlja naziv za sportsku disciplinu dvoje natjecatelja naoružanih sportskim mačem ili floretom ili sabljom; ili akt sparinga u Povijesnim Europskim Borilačkim Vještinama u kojima mačevanje poprima značenje same borbe s ili bez oružja.

## Galerija
| Keltski mač iz 1. stoljeća prije Krista | "Joyeuse" - mač franačkog kralja Karla Velikog (vladao 768 - 814) | Ceremonijalni mač dubrovačkog kneza iz 1466. godine |